# Joaquim José de Morais e Abreu
Joaquim José de Morais e Abreu (?, c. 1787 — São Paulo, 11 de diciembre de 1850) fue un político brasileño.
Hijo de Francisco Correia de Morais Leite y Ana Francisca da Rocha Abreu. Fue presidente de la provincia de São Paulo entre el 22 de abril al 1 de junio de 1844 luego de que Manuel Felizardo de Sousa e Melo se retirara del cargo. Anteriormente, fue parte del gobierno del municipio de São Paulo como alcalde de la ciudad entre el 13 y el 21 de febrero de 1836. El cargo de alcalde había sido establecido en el Imperio del Brasil pero desapareció en 1838 hasta que fue reinstaurado en 1899.